# Fiat 621
Der Fiat 621 ist ein mittelschwerer Mehrzweck-Lkw, der in Italien von Fiat V.I. ab 1929 hergestellt wurde.

## Entwicklungsgeschichte

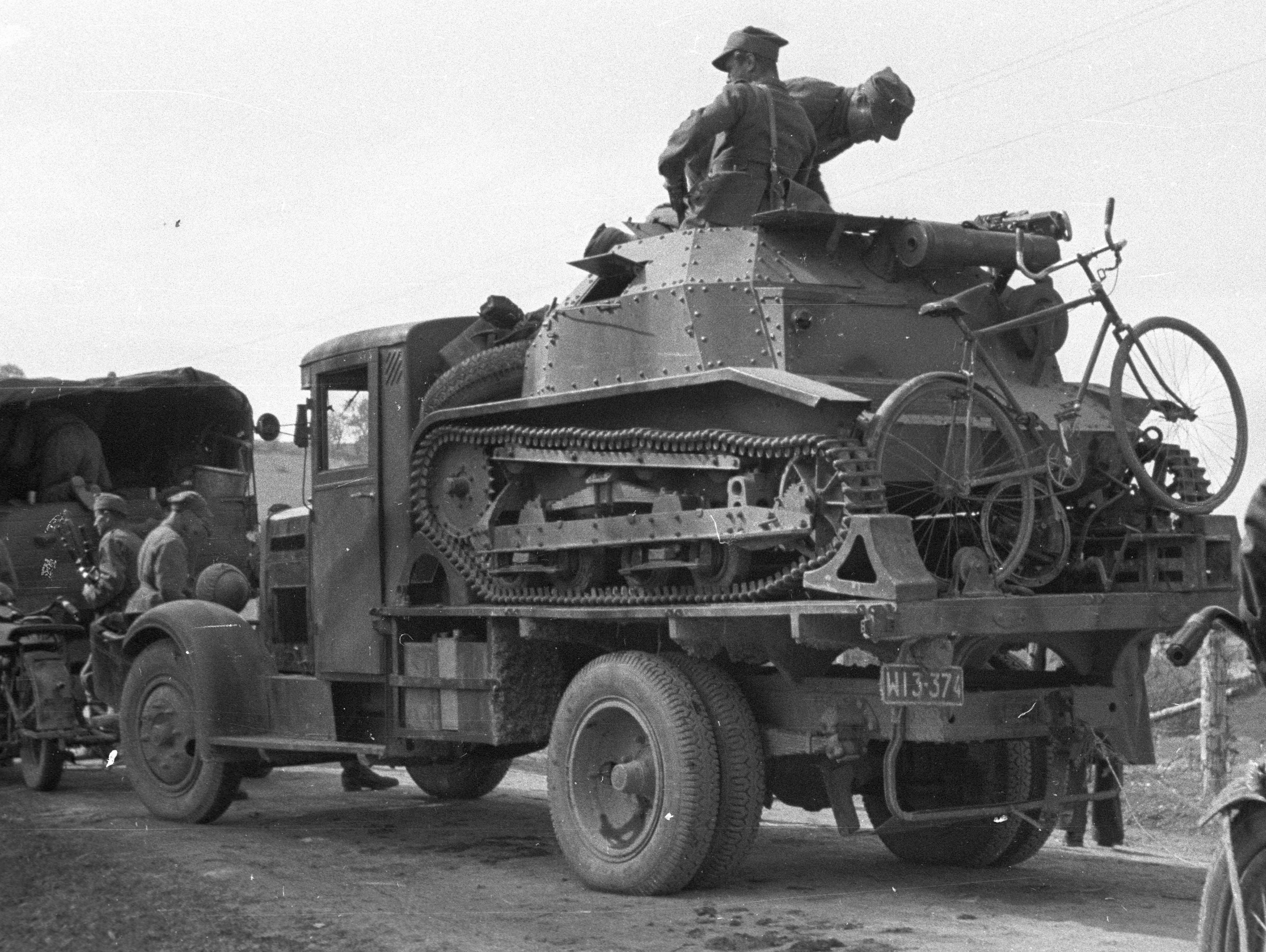
Polnischer Fiat 621 L mit Tankette TKS

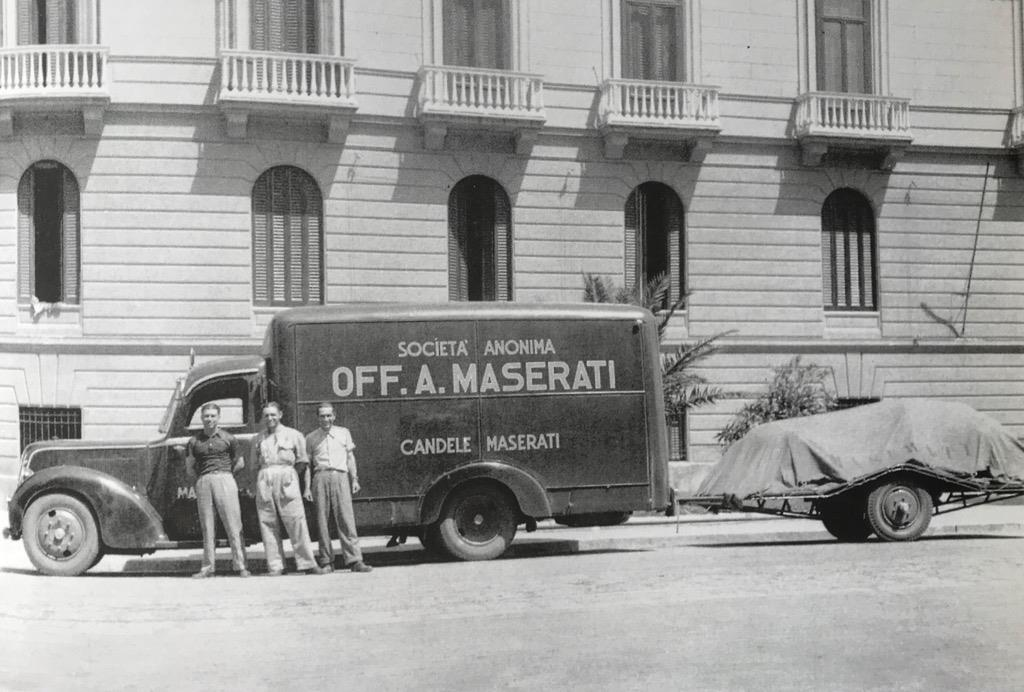
Fiat 621 Kastenwagen von 1939

Mit einer für die damalige Zeit großen Nutzlast von 2,5 Tonnen war der Fiat 621 ein Erfolg, der seinesgleichen sucht. Tatsächlich wird es nicht nur in den italienischen Fabriken von Fiat V.I. hergestellt. aber auch in Polen und Russland in fast 50.000 Einheiten in verschiedenen Ausführungen, darunter eine elektrische und eine gasbetriebene. Die Basisversion war mit einem Fiat 122A-Benzinmotor, 6 Zylindern mit 2516 cm³ und 45 PS mit Seitenventilen ausgestattet.
Der Fiat 621 wird der erste Lkw sein, der mit geschlossener Kabine verkauft wird. Kurz nach dem offiziellen Start werden zwei Varianten erscheinen:
- der Fiat 621L, eine Leichtbauversion als Ersatz für den bisherigen Fiat 603,
- der Fiat 621P, der erste 3-Achser mit einer Nutzlast von 3500 kg.

Bis 1939 folgten viele weitere Versionen. Es wird auch der erste ausländische Lkw sein, der regelmäßig nach Frankreich importiert wird. Darüber hinaus wurde es auch unter Lizenz in Polen produziert, mit der Absicht, den Ursus A zu ersetzen. Darüber hinaus sollte die Lizenzproduktion auch im AMO/ZiS-Werk in Russland erfolgen. Dies geschah, weil die Sowjetunion ihre Zusammenarbeit mit Fiat fortsetzen wollte, es ist jedoch nicht bekannt, ob jemals Fahrzeuge produziert wurden.
1934 beauftragte die polnische Armee Państwowe Zakłady Inżynierii mit der Entwicklung und Herstellung einer Halbkettenversion auf Basis des Fiat Polski 621 mit der Bezeichnung WZ4 oder C4P.

## Elektroversion
Kurz vor Ende des Jahrzehnts, im Jahr 1938, wurde Fiat V.I. brachte eine elektrische Version des Lkw „621“ für die breite Öffentlichkeit auf den italienischen Markt, den 621E. Außer seltenen Fotos des „Centro Storico Fiat“ sind heute nur sehr wenige Informationen verfügbar. Diese Version wurde von einem batteriebetriebenen Ansaldo-Elektromotor angetrieben, der unter dem Fahrerhaus platziert war und an den Seiten, die mit den Vorderradkästen ausgerichtet waren, etwas hervorstand. Es scheint, dass es sich um den ersten echten Elektro-Lkw handelt, der jemals auf der Welt gebaut wurde. Die Produktion wurde zu Beginn des Zweiten Weltkrieges eingestellt, um die Produktion auf militärische Ausrüstung zu konzentrieren.